# يايو هيريرو
يايو هيريرو لوبيز (بالإسبانية: Yayo Herrero) (من مواليد مدريد في عام 1965) هي عالمة أنثروبولوجيا ومهندسة وناشطة نسوية بيئية، وواحدة من أكثر الباحثين تأثيرًا في مجال النسوية البيئية والنزعة الاشتراكية البيئية على المستوى الأوروبي.

## سيرتها الذاتية
تخصصت هيريرو في علم الإنسان الاجتماعي وعلم الإنسان الثقافي، والهندسة الزراعية، والتربية الاجتماعية، كما حصلت على شهادة الدراسات المعمقة في العلوم التربوية.
شغلت هيريرو منصب منسقة الدولة لعلماء البيئة في العمل وشاركت في العديد من المبادرات الاجتماعية حول تعزيز حقوق الإنسان الاجتماعية والبيئية. تعمل هيريرو حاليًا كأستاذة في الجامعة الوطنية للتعليم عن بُعد بدرجة مدير عام. كما تتعاون بانتظام مع وسائل الإعلام المختلفة، مثل شبكة إلديارو الإسبانية.

## حياتها المهنية
تركز أبحاث هيريرو على الأزمة البيئية الحالية المُستمدة من نموذج التنمية والإنتاج الرأسمالي. تدّعي هيريرو بأن الرأسمالية نفسها لا يمكن أن توجد بدون النمو الاقتصادي ولكن في عالم مادي له حدود، يكون النمو غير المحدد مستحيلاً. تدّعي هيريو أيضًا أن الوظائف الزائدة عن الحاجة في هذا النموذج الاقتصادي تسود، في حين يكون العمل الذي يجعل من الممكن الحفاظ على حياة الإنسان، مثل الإنتاج الزراعي أو تربية المواشي محفوفًا بالمخاطر تمامًا أو بعيد بشكل مباشر عن تحصيل أي أجر.
تقترح هيريرو بهذه الطريقة الانتقال إلى نموذج اقتصادي مختلف، يأخذ في الاعتبار الاندماج الاجتماعي لجميع الناس ويتوافق مع قدرة الطبيعة على التجدد.

### مؤلفاتها المشهورة
- «مفترق الطرق العظيم: حول الأزمة الاقتصادية الاجتماعية وتغير الدورة التاريخية». 2016.
- «علم البيئة: مسألة حدود». مجلة نقدية من العلوم الاجتماعية، 2016.
- «ملاحظات تمهيدية حول النسوية البيئية». نشرة مركز توثيق هيجوا، 2015.
- «لاستعادة حالة الإنسان على كوكب بحدود». وثائق اجتماعية، 2013.
- «وجهات نظر النسوية للانتقال إلى عالم عادل ومستدام». مجلة الاقتصاد النقدي، 2013.
- «الانقلاب في المحيط الحيوي: النظم البيئي في خدمة رأس المال». بحث نسوي: أوراق الدراسات النسائية والنسوية والجنسانية، 2011.
- «المجال أو رعاية الأرض؟»، 2011.
- «أقل موارد للعيش بشكل أفضل: انعكاسات على الانخفاض الضروري في الضغط على النظم الطبيعية». عالم البيئة، 2010.
- «النقص والنساء: الرعاية: ممارسة سياسية مناهضة للرأسمالية والمضادة للأبوية»، 2010.

## روابط خارجية
- يايو هيريرو على موقع IMDb (الإنجليزية)